# Fakturafordran
En fakturafordran kan beskrivas som en ordinär fordran på pengar för vilken fordringsägaren (borgenären) kräver betalt genom att skicka ett skriftligt meddelande till den betalningsskyldige (gäldenären). Inom juridiken skiljer man mellan två huvudgrupper av fordringar; enkla fordringar och löpande skuldebrev. En fakturafordran är i denna indelning en enkel fordran.